# Matka Boska Bolesna

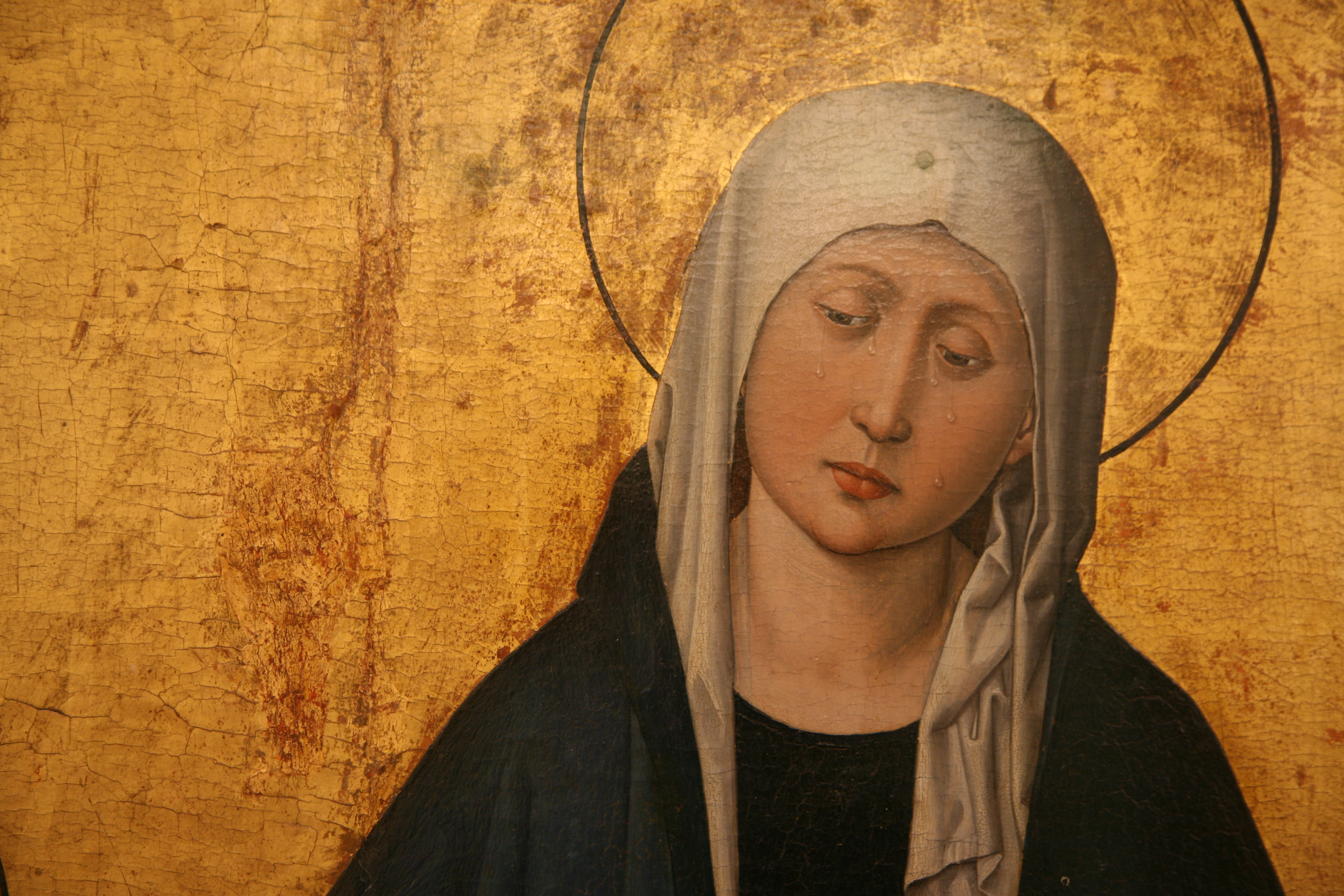
Gotycki wizerunek Matki Boskiej Bolesnej z tryptyku autorstwa anonimowego Mistrza Ołtarza z Stauffenberg, Alzacja, ca 1455

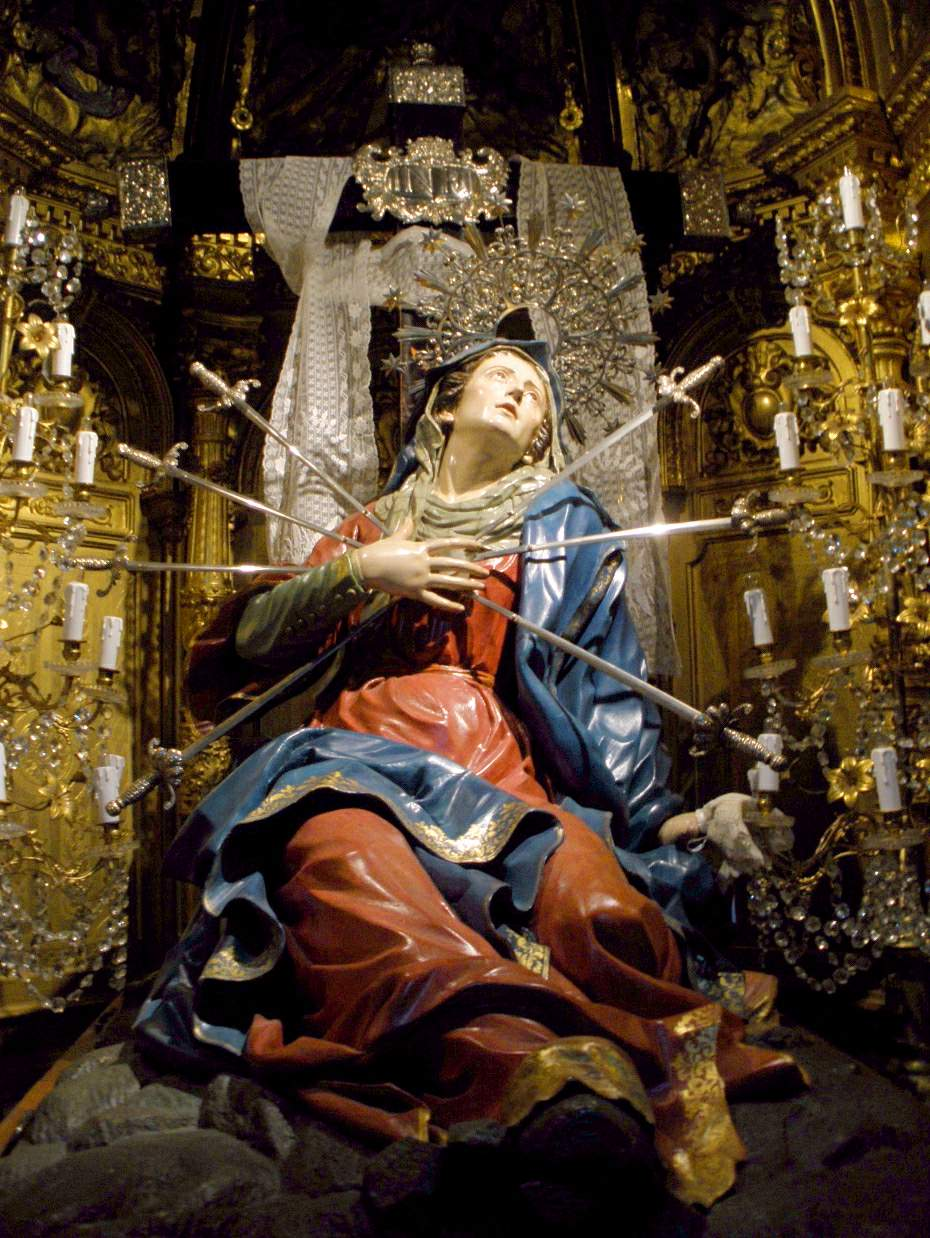
Figura Matki Bożej przebitej siedmioma mieczami boleści w kościele św. Krzyża w Salamance

Matka Boska Bolesna lub Matka Boża Siedmiobolesna (łac. Mater Dolorosa) – tytuł nadawany Matce Bożej, podkreślający jej rolę jako współodkupicielki.
Matka Boska Bolesna jest m.in. patronką Polski, Węgier i Słowacji.
Wspomnienie liturgiczne Najświętszej Maryi Panny Bolesnej (w tradycyjnym kalendarzu święto Siedmiu Boleści Najświętszej Maryi Panny) obchodzone jest w Kościele katolickim 15 września, dzień po święcie Podwyższenia Krzyża Świętego.

## Święta Matki Bożej Bolesnej – rys historyczny
Początkowo Kościół katolicki obchodził dwa święta dla uczczenia cierpień Najświętszej Maryi Panny:
- w piątek przed Niedzielą Palmową – Matki Bożej Bolesnej
- 15 września – Siedmiu Boleści Maryi.

Pierwsze z tych świąt wprowadzono najpierw w roku 1423 w diecezji kolońskiej na terenie Niemiec. Nazywano je "Współcierpienie Maryi dla zadośćuczynienia za gwałty, jakich dokonywali na kościołach katolickich husyci". Było obchodzone w piątek po trzeciej niedzieli wielkanocnej. W roku 1727 papież Benedykt XIII rozszerzył je na cały Kościół i przeniósł na piątek przed Niedzielą Palmową. Ostatnia zmiana kalendarza kościelnego zniosła to święto.
Święto Siedmiu Boleści Najświętszej Maryi Panny do dziś obchodzone jest w kalendarzu liturgicznym Kościoła Starokatolickiego Mariawitów i Kościoła Katolickiego Mariawitów w piątek po Niedzieli Męki Pańskiej (V Wielkiego Postu). 
Drugie z tych świat czci Bożą Matkę jako Bolesną i Królową Męczenników nie tyle w aspekcie chrystologicznym, co historycznym, przypominając ważniejsze etapy i sceny dramatu Maryi i Jej cierpień. Zaczęli to święto wprowadzać serwici. Od roku 1667 zaczęło się rozszerzać na niektóre diecezje. Papież Pius VII w roku 1814 rozszerzył je na cały Kościół, a dzień święta wyznaczył na trzecią niedzielę września. Papież Pius X ustalił je na 15 września.

## Siedem boleści Matki Boskiej to
1. Proroctwo Symeona
2. Ucieczka do Egiptu
3. Zgubienie Jezusa
4. Spotkanie na Drodze Krzyżowej
5. Ukrzyżowanie i śmierć Jezusa
6. Zdjęcie z krzyża
7. Złożenie do grobu[2].